# Индиана Мэд Энтс
Индиана Мэд Энтс (англ. Indiana Mad Ants) — американский профессиональный баскетбольный клуб, выступающий в Восточной конференции Джи-Лиги НБА. Является фарм-клубом команды НБА «Индиана Пэйсерс».

## История франшизы
В 2007 году франшиза объявила голосование за названия клуба. Среди предложенных вариантов были: «Лайтнинг», «Файр», «Койотис» и «Мэд Энтс». ПОбедителем было выбрано название «Мэд Энтс» в честь Энтони Уэйна по прозвищу Безумный Энтони.
Для сезона 2007—2008 «Мэд Энтс» подписали партнёрские соглашения с клубами НБА «Детройт Пистонс» и «Индиана Пэйсерс». «Пистонс» уже базировались в Форт-Уэйне до переезда в Детройт в 1957 году. В следующем сезоне было подписано соглашение с «Милуоки Бакс». В сезоне 2012—2013 ещё одним партнёром стал «Шарлотт Бобкэтс».
В сезоне 2013—2014 года «Мэд Энтс» впервые пробился в финал Д-Лиги, одолев в полуфинале «Су-Фолс Скайфорс» в 2-х матчах. Затем в финале «Мэд Энтс» первый раз в своей истории выиграли титул, победив «Санта-Круз Уорриорз» так же в двух матчах. В течение того сезона клуб подписал партнёрские соглашения со всеми клубами НБА, не имевших на тот момент договора с клубами Д-Лиги.
В сентябре 2015 года «Индиана Пэйсерс» стала единственным владельцем «Форт-Уэйн Мэд Энтс» и назначили Брайана Леви новым генеральным менеджером.

## Статистика Форт-Уэйн Мэд Энтс
| Сезон                     | Дивизион                  | Регулярный сезон          | Регулярный сезон | Регулярный сезон | Регулярный сезон | Плей-офф                                                                                               |           |
| Сезон                     | Дивизион                  | Место                     | В                | П                | В%               | Плей-офф                                                                                               |           |
| ------------------------- | ------------------------- | ------------------------- | ---------------- | ---------------- | ---------------- | --- | --------- |
| Форт-Уэйн Мэд Энтс        |                           |                           |                  |                  |                  | |           |
| 2007–08                   | Центральный               | 4-е                       | 17               | 33               | 34,0             | |           |
| 2008–09                   | Центральный               | 5-е                       | 19               | 31               | 38,0             | |           |
| 2009–10                   | Центральный               | 5-е                       | 22               | 28               | 44,0             | |           |
| 2010–11                   | Центральный               | 3-е                       | 24               | 26               | 48,0             | |           |
| 2011–12                   | Центральный               | 8-е                       | 14               | 36               | 28,0             | |           |
| 2012–13                   | Центральный               | 2-е                       | 27               | 23               | 54,0             | Проигрыш 1-го раунда (Санта-Круз) 0–2                                                                  |           |
| 2013–14                   | Центральный               | 1-е                       | 34               | 16               | 68,0             | Выигрыш 1-го раунда (Рино) 2–0 Выигрыш полуфинала (Су-Фолс) 2–0 Выигрыш финала Д-Лиги (Санта-Круз) 2–0 |           |
| 2014–15                   | Центральный               | 2-е                       | 28               | 22               | 56,0             | Выигрыш 1-го раунда (Мэн) 2–0 Выигрыш полуфинала (Кантон) 2–0 Проигрыш финала Д-Лиги (Санта-Круз) 0–2  |           |
| Всего в регулярном сезоне | Всего в регулярном сезоне | Всего в регулярном сезоне | 185              | 215              | 46,3             | 2007–2015                                                                                              | 2007–2015 |
| Всего в плей-офф          | Всего в плей-офф          | Всего в плей-офф          | 10               | 4                | 71,4             | 2007–2015                                                                                              | 2007–2015 |

## Связь с клубами НБА
- Индиана Пэйсерс (2007–н.в.)
- Детройт Пистонс (2007–2015)
- Милуоки Бакс (2008–2015)
- Шарлотт Бобкэтс/Хорнетс (2012–2015)
- Торонто Рэпторс (2014–2015)
- Атланта Хокс (2014–2015)
- Бруклин Нетс (2014–2015)
- Чикаго Буллз (2014–2015)
- Денвер Наггетс (2014–2015)
- Лос-Анджелес Клипперс (2014–2015)
- Миннесота Тимбервулвз (2014–2015)
- Нью-Орлеан Пеликанс (2014–2015)
- Портленд Трэйл Блэйзерс (2014–2015)
- Вашингтон Уизардс (2014–2015)